# Isla Alokan
La Isla Alokan es una isla ubicada en el sur del grupo de Islas Russell, en la Provincia Central, en las Islas Salomón.
Su terreno está a 53 metros sobre el nivel del mar.
Las coordenadas de la isla son 9°9′0″ S y 159°7'59" en DMS o -9,15 y 159,133 en grados decimales.